# Lili Dujourie
Lili Dujourie (Roeselare, 1941) is een Vlaams kunstenares. Zij woont en werkt in Lovendegem.

## Werk
In de jaren zeventig maakte Dujourie video's van zichzelf, waarin ze op verschillende wijzen naakt poseerde. Ze maakte in de jaren tachtig op de barok geïnspireerde grote wandsculpturen, die bestonden uit een gelakte lijst waaruit een gedrapeerde constructie van zwart of rood fluweel of zijde komt. Daarnaast vervaardigde zij schaduwbeelden: zwarte silhouetten die afsteken tegen witte, meervoudig zwart omlijste panelen met marmeren onderstel en ook doekachtige constructies in gips (trompe-l'oeil) en ijle draadsculpturen.
Op documenta 12 in 2007 toonde Dujourie een drietal lichte constructies van ijzerdraad en een groep eenvoudige, abstracte sculpturen.